# Манифестација Јефимијини дани
Јефимијини дани су манифестација која се сваке године одржава у Трстенику, у манастиру Љубостиња, у знак сећања на прву српску песникињу, монахињу Јефимију.

## O Јефимији
Јефимија, у световном животу деспотица Јелена, била је супруга деспота Угљеше Мрњавчевића, српског великаша за време Цара Душана, у области Сер, која се данас налази на северу Грчке. Он је као млад човек погинуо у бици на Марици, 1371. године. Пре тога деспотица Јелена је остала и без сина јединца Угљеше. Уочи Косовског боја дошла је у Крушевац, на двор кнеза Лазара, а пре тога се највероватније и замонашила. Била је нераздвојна са својом даљом рођаком кнегињом Милицом. Лична трагедија и историјски тренутак Косовске битке обележили су њено уметничко стваралаштво изведено у материјалу, што је био обичај тадашњег доба, па за Јефимију можемо рећи да је била и прва позната српска примењена уметница. Иза себе је оставила три дела непроцењиве уметничке вредности.

## O манифестацији
Први Јефимијини дани одржани су у порти манастира Љубостиња од 19. до 22. јуна 1971. године. Организовала их је Заједница културе општине Трстеник у сарадњи са Радничким универзитетом „Ђуро Салај“ из Београда. У порти манастира Љубостиња, одиграна је историјска драма у стиховима - позоришна представа „Оливера“ (из Косовског триптиха) по тексту Петра Петровића Пеције, у извођењу Завичајног позоришта из Крушевца. У представи је снажно изражен један туробан и тежак тренутак српске историје, тренутак кад кнегиња Милица, после Косовског боја, одлучује да своју најмлађу кћер Оливеру уда за султана Бајазита, како би, бар на кратко, спасила Србију од турског ропства. Премијери је присуствовало око 2.000 посетилаца, што је био незапамћен догађај у том времену. 
Потом је, такође у порти манастира Љубостиња, одржан рецитал савремене женске поезије, где су своје стихове говориле познате песникиње Десанка Максимовић, Мира Алечковић, Весна Парун и Дара Секулић. На програму је био и концерт „66 девојака из Шапца“, а први Јефимијини дани су завршени у ресторану Топољак у Грабовцу.
Јефимијини дани су 1972. преименовани у Дане песникиња и везиља и под тим називом су одржани и 1973. године када су укинути из политичких разлога.
Под именом Јефимијини дани ова културна и духовна манифестација је обновљена 1991. године када је поверена на организацију тадашњем Радничком универзитету. Са оснивањем Културно просветне заједнице, 1997. године, Јефимијини дани су даље реализовани у организацији ове установе у култури. Културна просветна заједница је престала са радом 2012. године, и манифестација Јефимијини дани је враћена Народном универзитету као главном организатору. Обновљени „Јефимијини дани“ су задржали као главно обележје стваралаштво жене, што је посебно изражено кроз ликовне изложбе познатих српских сликарки као што су Даница Масниковић, Слободанка Ракић Шефер, Даница Баста, Љубица Мркаљ, Љубица Цуца Сокић и многе друге.
Централни програм је поетско - музичко вече „Јефимији у част“ којим се, сваке године у јуну, у порти манастира Љубостиња завршавају Јефимијини дани. Њега чини више сегмената. Увек на почетку, једна велика глумица, у улози монахиње Јефимије казује Похвалу светом кнезу Лазару.
Уз лик царице Милице је нераскидиво везан лик Јефимије, умне везиље која је својим делом поставила темеље српској пезији. Ове две велике жене српске историје, обе од рода светла и славна симбол су православне вере и борбе за слободу свог народа и трајни извор надахнућа за организаторе и учеснике Јефимијиних дана.
Зато, сваке године у време цветања липа, Јефимијиним трагом, манастир Љубостиња засветли од стихова песника, забруји од појања хорова и затрепери од умних речи беседа и молитви у славу и част прве српске песникиње.

## Слике и иконе уметничке збирке манифестације
Збирка манифестације Јефимијини дани чува се у просторијама Народног универзитета у Трстенику. Тренутно броји тридесет девет уметнчких дела.  Махом су у питању иконе рађене традиционалном сликарском техником темпера са јајчаним медијумом на липовој дасци, као и пет слика, једна графика и један цртеж који су добијени на поклон или откупом.
Од самог свог почетка, манифестација Јефимијини дани је велики значај придавала женском ликовном стваралаштву и њу је стварало и увеличало много значајних и афирмисаних имена из области ликовне уметности.
Поред традиционалних изложби које су реализоване у оквиру програма манифестације, којима је симболично сваке године отварана манифестација, одржаване су и бројне ликовне колоније, приликом којих су уметнице инспирисане богатом историјом трстеничког краја и духовним наслеђем стварале и на тај начин допринеле развоју уметности и културе, не само у нашем региону већ и шире.
- Богородица с Христом, Цица Стојановић, 20х16, темпера на дасци
- Богородица Тројеручица, 56х46,  Мирјана Поповић, темпера на дасци
- Јефимија везе Похвалу кнезу Лазару, Ана Величковић, 40х30, темпера на дасци
- Оче наш, Радојка Самарџија, 72х51, батик
- Преподобна Евгенија (Кнегиња Милица), Јелена Марковић, 50х23, темпера на дасци
- Распеће Господа Исуса Христа, Јадранка Мишић, 76х64, темпера на дасци
- Света Јефимија, Вероника Ђукановић, 18х12, темпера на дасци
- Света Матрона Московска, Гордана Исидора Ивезић, 34х24, темпера на дасци
- Свети Димитрије, Мирјана Поповић, 42х32 темпера на дасци
- Свети Јеванђелиста Лука (из четворојеванђеља патријарха Саве, 14. век), Јованка Владић, 30х20,  темпера на дасци
- Свети Јован Крститељ, Катица Чешљар, 40х30,  темпера на дасци
- Свети Јован Крститељ, Слободанка Марјановић, 54х25, темпера на дасци

## НаградаЈефимијин вез
У оквиру манифестације се додељује награда Јефимијин вез за најбоље песничко остварење између две манифестације. Године 2013. награда је додељена Радомиру Андрићу за књигу У палати правде — само прамен. Добитник 2017. године био је Мирослав Максимовић за књигу поезије „Бол”.

## Јефимијини дани2018.
Јефимијини дани су 2018. године су 31. пут по реду одржани од 12. до 14. јуна у Трстенику.

### Уторак, 12. јун 2018. Трстеник
- Глумац Лепомир Иваковић као кнез Лазар
- Хор Бошко Југовић Трстеник
- Милица Краљ беседи
- Публика на Јефимијиним данима
- Свечано отварање

### Среда, 13. јун 2018. Трстеник
- Додела награда Ани Мартинчик
- Певачка група Традиција
- Професорке певања и хармонике Музичке школе Kорнелије Станковић Трстеник

### Четвртак, 14. јун 2018. Трстеник
- Добитница награде Јефимијин вез
- Глумица Вјера Мујовић као монахиња Јефимија
- Публика манифестације Јефимијини дани 2018.